# Oopristus
Oopristus is een geslacht van vliesvleugeligen uit de familie Torymidae. De wetenschappelijke naam van dit geslacht is voor het eerst geldig gepubliceerd in 1968 door Steffan.

## Soorten
Het geslacht Oopristus omvat de volgende soorten:
- Oopristus erganicus Tarla & Doganlar, 2010
- Oopristus tayfursokmeni Tarla & Doganlar, 2010
- Oopristus turkestanicus (Skriptshinsky, 1929)